# MacGyver (série télévisée, 2016)
Pour la série originale, voir MacGyver. Pour le personnage, voir Angus MacGyver.
MacGyver est une série télévisée américaine en 94 épisodes de 42 minutes créée par Paul Downs Colaizzo et Brett Mahoney, diffusée entre le 23 septembre 2016 et le 30 avril 2021 sur le réseau CBS et en simultané sur le réseau Global au Canada.
En Suisse, elle est diffusée depuis le 17 mars 2017 sur RTS Deux, en France, elle est diffusée depuis le 5 janvier 2018 sur M6, au Québec, elle est diffusée depuis le 14 janvier 2018 sur Prise 2 puis à partir du 1er septembre 2021 sur Séries Plus, et en Belgique, depuis le 3 mars 2018 sur RTL-TVI. Il s'agit d'un reboot de la série des années 80.

## Synopsis
Brillant étudiant du MIT, Angus MacGyver (ou plus simplement appelé « Mac ») travaille pour le gouvernement, dans la fondation Phoenix qui se fait passer pour un laboratoire d'idées. Il travaille en tant qu'agent secret, utilisant ses dons et son intelligence pour effectuer des missions périlleuses, nécessitant un sens aigu de la « débrouille » et l'emploi du « système D ».
Il fait équipe avec plusieurs personnes qui le suivent dans ses aventures :
- Patricia Thornton, la responsable et donneuse d'ordre au sein de la Fondation Phoenix, à laquelle MacGyver est rattachée. Dans l'épisode 12 de la saison 1, elle est révélée être une traîtresse, membre de "l'organisation" sous le nom de code de Chrysalide, puis est arrêtée.
- Jack Dalton, ami et collègue de MacGyver, qui l'accompagne sur toutes ses missions pour le seconder et lui prêter main-forte ainsi que surveiller ses arrières, durant les saisons 1 à 3. Il quittera Phoenix dans l'épisode 14 de la saison 3.
- Riley Davis, informaticienne et hackeuse de génie de l'équipe.
- Wilt Bozer, ami d'enfance et colocataire de Mac, puis également agent.
- Matilda « Matty » Webber, remplaçante de Patricia Thornton qui deviendra la responsable et donneuse d'ordre de la fondation Phoenix.
- Samantha Cage, une ancienne agente de la CIA désavouée qui a rejoint brièvement la fondation Phoenix lors de la deuxième saison.
- Leanna Martin, petite amie de Bozer qui devient également agente.
- James MacGyver, le père de Mac, directeur caché de la fondation Phoenix.
- Desiree « Desi » Nguyen, remplaçante de Jack Dalton choisie par celui-ci, chargée de la sécurité de l'équipe. Elle est experte en arts martiaux.

## Distribution

### Acteurs principaux
- Lucas Till (VF : Axel Kiener) : Angus « Mac » MacGyver
- Justin Hires (VF : Jean-Baptiste Anoumon) : Wilt Bozer
- Tristin Mays (VF : Youna Noiret) : Riley Davis
- Meredith Eaton (VF : Déborah Perret) : Matilda « Matty » Webber
- Levy Tran (VF : Diane Dassigny) : Desiree « Desi » Nguyen (saisons 4 et 5 - récurrente saison 3)
- Henry Ian Cusick (VF : Bruno Choël) : Russell « Russ/Rusty » Taylor (saisons 4 et 5)

### Anciens acteurs principaux
- Sandrine Holt (VF : Marjorie Frantz) : Patricia Thornton (saison 1)
- Isabel Lucas (VF : Laura Blanc) : Samantha Cage (saison 2)
- George Eads (VF : Denis Laustriat) : Jack Dalton (saisons 1 à 3)

### Acteurs récurrents
- Aina Dumlao (en) (VF : Jade Phan-Gia) : Andie Lee (saisons 1 et 2)
- David Dastmalchian (VF : Damien Ferrette) : Murdoc
- Kate Bond (VF : Caroline Pascal) : Jill Morgan, experte scientifique de la Fondation Phoenix (saisons 1 à 3)
- Tracy Spiridakos (VF : Marie Tirmont) : Nikki Carpenter (saison 1)
- Michael Michele : Diane Davis, la mère de Riley (saisons 1 et 2)
- William Baldwin (VF : Xavier Fagnon) : Elwood, le père de Riley (saison 2 et 3)
- Reign Edwards (VF : Charlotte Campana) : Leanna Martin (saisons 2 et 3)
- Tate Donovan (VF : Constantin Pappas) : James MacGyver / "Le Superviseur" , le père d’Angus MacGyver (saisons 2 à 4)
- Sibongile Mlambo (VF : Géraldine Asselin) : Nasha, la petite amie de MacGyver (saison 3)
- Brendan Hines (VF : Jean-Pierre Michaël) : Ethan Raines, le mari de Matty (saison 3 et 4)
- Jeri Ryan : Gwendolyn Hayes[12] (saison 4)

### Invités

#### Personnages deHawaii 5-0
- Taylor Wily (VF : Pascal Vilmen) : Kamekona Tupuola
- Jorge Garcia (VF : Jérôme Wiggins) : Jerry Ortega
- Daniel Dae Kim (VF : Cédric Dumond) : Chin Ho Kelly
- Grace Park (VF : Marie-Ève Dufresne) : Kono Kalakaua
Version française
  - Société de doublage : Dubbing Brothers
  - Direction artistique : Edgar Givry

 Source et légende : version française (VF) sur RS Doublage

## Production

### Développement
Le 2 octobre 2015, le réseau CBS annonce travailler sur un reboot de la série MacGyver, diffusée durant sept saisons entre 1985 et 1992 sur le réseau ABC,.
Le 2 février 2016, CBS annonce la commande d'un épisode pilote du projet de série, pour la saison 2016 / 2017.
Le 13 mai 2016, le réseau CBS annonce officiellement après le visionnage du pilote, la commande du projet de série sous son titre actuel avec une commande initiale de treize épisodes, pour une diffusion lors de la saison 2016 / 2017.
Le 15 mai 2016, lors des Upfronts 2016, CBS annonce la diffusion de la série pour l'automne 2016.
Le 21 juin 2016, CBS annonce la date de lancement de la série au 23 septembre 2016.
Le 17 octobre 2016, CBS commande neuf épisodes supplémentaires pour compléter la saison, soit un total de 22 épisodes, pour finalement passer à une saison de 21,.
Le 3 février 2017, est annoncé que les séries MacGyver et Hawaii 5-0 se rencontreront lors d'un crossover, diffusé le 10 mars 2017 sur CBS,.
Le 23 mars 2017, la série est renouvelée pour une deuxième saison,.
Le 18 avril 2018, le réseau CBS reconduit la série pour une troisième saison,.
Le 9 mai 2019, la série est renouvelée pour une quatrième saison, pour la saison 2019-2020.
Le 14 mars 2020, la production annonce que les épisodes restants de la quatrième saison (neuf épisodes supplémentaires) seront diffusés ultérieurement. Afin de préserver les techniciens et leurs familles à la suite de l'épidémie de Coronavirus, la production de la série est officiellement suspendue et seuls quelques épisodes seront diffusés jusqu'à début mai pour un total de treize épisodes. L'acteur Lucas Till et l'actrice Levy Tran font une vidéo pour les fans sur Instagram.
CBS renouvelle la série pour une cinquième saison le 6 mai 2020.
Le 7 avril 2021, CBS annule la série.

### Casting
L'annonce du casting a débuté début mars 2016, avec l'arrivée de George Eads dans le rôle de Jack Dalton. Au cours du mois, Lucas Till rejoint la série en obtenant le rôle de l'agent Angus MacGyver, un rôle qui a été tenu par Richard Dean Anderson dans la version originale et Joshua Boone celui de Gunner, le meilleur ami de MacGyver. Fin mars, Addison Timlin et Michelle Krusiec rejoignent la série dans les rôles respectifs de Mickey et de l'agent Croix.
Le 13 mai 2016, Joshua Boone, Addison Timlin et Michelle Krusiec sont écartés de la série pour raisons créatives.
Le 13 juin 2016, Justin Hires rejoint la distribution dans le rôle de Wilt Bozer.
Le 15 juillet 2016, Sandrine Holt est annoncée dans le rôle de Patricia Thornton.
Le 27 juillet 2016, Tristin Mays rejoint la série dans le rôle de Riley Davis.
Le 28 juillet 2016, il est annoncé que Amy Acker fera une apparition lors du deuxième épisode dans le rôle d'une agent de la CIA.
Le 11 janvier 2017, il est annoncé que Meredith Eaton remplace Sandrine Holt.
Pour la première moitié de la deuxième saison, l'actrice australienne Isabel Lucas rejoint la distribution principale.
En octobre 2018, George Eads a eu une altercation sur le plateau de tournage et souffre également d’être loin de sa fille, et le mois suivant a souhaité quitter la série au cours de la troisième saison. Il est remplacé par Levy Tran. Elle est promue à la distribution principale pour la quatrième saison.
Aussi en juin 2019, la production ajoute Henry Ian Cusick à la distribution principale.

### Tournage
Le pilote a été tourné à Portland dans l'état de l'Oregon aux États-Unis (ou Los Angeles, selon les sources). Le reste de la série est tourné à Atlanta.
Le tournage du 18e épisode de la première saison a eu lieu sur le plateau de la série Hawaii 5-0.
Le 20 août 2018 lors du tournage de la troisième saison à Atlanta, le cascadeur Justin Sundquist a été gravement blessé à la tête et a été mis dans un coma médical. Il travaillait l'année précédente sur le plateau de la série Hawaii 5-0 où il a aussi subi un accident et poursuivi CBS TV Studios en justice.

### Fiche technique
- Titre : MacGyver
- Création : Paul Downs Colaizzo et Brett Mahoney
- Réalisation : David Von Ancken
- Production exécutive : Michael Clear, Peter M. Lenkov, David Von Ancken, James Wan, Henry Winkler et Lee David Zlotoff
- Casting : Elizabeth Barnes
- Décors : John Mott
- Costumes : Eileen Cox Baker
- Société de production : Atomic Monster et Lionsgate
- Date de diffusion : 23 septembre 2016 sur CBS
- Pays d'origine :  États-Unis
- Langue originale : anglais
- Format : couleur - 1,78:1 - son Dolby Digital
- Genre : Drame
- Durée : 42 minutes

 Sauf indication contraire, les informations mentionnées dans cette section peuvent être confirmées par la base de données cinématographiques IMDb,  présente dans la section « Liens externes ».

## Épisodes

### Première saison (2016-2017)
1. Renaissance (The Rising)
2. Sauvez la femme (Metal Saw)
3. Tête à claques (Awl)
4. Bons baisers de Moscou (Wire Cutter)
5. Train-Train (Toothpick)
6. Le Fantôme (Wrench)
7. Évasion (Can Opener)
8. La Cible (Corkscrew)
9. Assiégés (Chisel)
10. Souvenirs, souvenirs (Pliers)
11. Joyeux Noël (Scissors)
12. La Taupe (Screwdriver)
13. Jeu de piste (Large Blade)
14. Agent double (Fish Scaler)
15. Une affaire personnelle (Magnifying Glass)
16. Chasseurs de primes (Hook)
17. Balade Hollandaise (Ruler)
18. Tremblement de terre (Flashlight)
19. Mes amis les geeks (Compass)
20. MacMurdoc (Hole Puncher)
21. Superstition (Cigar Cutter)

### Deuxième saison (2017-2018)
Elle a été diffusée du 29 septembre 2017 au 4 mai 2018.
1. Bienvenue Mademoiselle Cage (DIY or DIE)
2. Mission solo (Muscle Car + Paper Clips)
3. Faites vos jeux (Roulette Wheel + Wire)
4. Insaisissable (X-Ray + Penny)
5. L'Île maudite (Skull + Electromagnet)
6. Entre deux feux (Jet Engine + Pickup Truck)
7. Une affaire de cœur (Duck Tape + Jack)
8. L'Art et la manière (Packing Peanuts + Fire)
9. De l'eau dans le gaz (CD-ROM + Hoagie Foil)
10. Sauvetage à distance (War Room + Ship)
11. Pris au piège (Bullet + Pen)
12. Une amitié explosive (Mac + Jack)
13. Mac et les robots (CO2 Sensor + Tree Branch)
14. Un couple idéal (Mardi Gras Beads + Chair)
15. Mon meilleur ennemi (Murdoc + Handcuffs)
16. Lune de miel (Hammock + Balcony)
17. Le Compteur Mac Geiger (Bear Trap + Mob Boss)
18. L'union fait la force (Riley + Airplane)
19. Les Faux-monnayeurs (Benjamin Franklin + Grey Duffle)
20. Pour une poignée de diamants (Skyscraper + Power)
21. Pas de vacances pour Mac (Wind + Water)
22. La vérité est ailleurs (UFO + Area 51)
23. Père et fils (MacGyver + MacGyver)

### Troisième saison (2018-2019)
Elle a été diffusée du 28 septembre 2018 au 10 mai 2019 sur CBS.
1. Sur le fil du rasoir (Improvise)
2. Les Héros de Dalton (Bravo Lead + Loyalty + Friendship)
3. Retour à la Fac (Bozer + Booze + Back to School)
4. Rendez-vous manqué (Guts + Fuel + Hope)
5. Le Jour des morts (Dia de Muertos + Sicarios + Family)
6. Pour le meilleur et pour le pire (Murdoc + MacGyver + Murdoc)
7. Dragonfly (Scavengers + Hard Drive + Dragonfly)
8. Le Retour du fantôme (Revenge + Catacombs + Le Fantôme)
9. Menace virale (Specimen 234 + PAPR + Outbreak)
10. Le Mari de Matty (Matty + Ethan + Fidelity)
11. La vengeance est un plat qui se mange froid (Mac + Fallout + Jack)
12. Les Cambrioleurs (Fence + Suitcase + Americium-241)
13. Les Grands Espaces (Wilderness + Training + Survival)
14. Le Mariage (Father + Bride + Betrayal)
15. La Nouvelle Recrue (K-9 + Smugglers + New Recuit)
16. À la recherche du Colonel Reese (Lidar + Rogues + Duty)
17. Mauvaise graine (Seeds + Permafrost + Feather)
18. Les Virtuoses (Murdoc + Helman + Hit)
19. Petite sœur (Friends + Enemies + Border)
20. La Chasse (No-Go + High-Voltage + Rescue)
21. Trahison (Treason + Heartbreak + Gum)
22. Cruel dilemme (Mason + Cable + Choices)

### Quatrième saison (2020)
Elle est diffusée depuis le 7 février 2020.
1. Phoenix mon amour (Fire + Ashes + Legacy = Phoenix)
2. La Cellule Rouge (Red Cell + Quantum + Cold + Committed)
3. L'Avion fantôme (Kid + Plane + Cable + Truck)
4. Bombe à retardement (Windmill + Acetone + Celluloid + Firing Pin)
5. Le Marchand (Soccer + Desi + Merchant + Titan)
6. De mauvaises choses pour de bonnes raisons (Right + Wrong + Both + Neither)
7. Un couple normal (Mac + Desi + Riley + Aubrey)
8. Le Fichier 47 (Father + Son + Father + Matriarch)
9. Code Nemesis (Code + Artemis + Nuclear + N3mesis)
10. Le Rêve de Mac (Tesla + Bell + Edison + Mac)
11. Décor Naturel (Psy-Op + Cell + Merchant + Birds)
12. Loyauté (Loyalty + Family + Rogue + Hellfire)
13. Sauvez le Monde (Save + The + Damn + World)

### Cinquième saison (2020-2021)
Cette dernière saison de quinze épisodes est diffusée depuis le 4 décembre 2020.
La saison débute dans un monde post-pandémie de Covid-19 aux États-Unis. Le sixième épisode fait un retour dans le passé du confinement au printemps 2020.
1. L'Hôtel de tous les dangers (Resort + Desi + Riley + Window Cleaner + Witness)
2. Coup de maître (Thief + Painting + Auction + Viro-486 + Justice)
3. Il faut sauver Russ Taylor (Eclipse + USMC-1856707 + Step Potential + Chain Lock + Ma)
4. Petit prodige (Banh Bao + Sterno + Drill + Burner + Mason)
5. À Jack! (Jack + Kinematics + Safe Cracker + MgKNO3 + GTO)
6. Troubles de voisinage (Quarantine + N95 + Landline + Telescope + Social Distance)
7. Le Venin (Golden Lancehead + Venom + Pole Vault + Blood + Baggage)
8. Une vieille connaissance (SOS + Hazmat + Ultrasound + Frequency + Malihini)
9. Nouvelle menace (Rails + Pitons + Pulley + Pipe + Salt)
10. Association de malfaiteurs (Diamond + Quake + Carbon + Comms + Tower)
11. Résistance (C8H7ClO + Nano-Trackers + Resistance + Maldives + Mind Games)
12. Mariage princier (Royalty + Marriage + Vivaah Sanskar + Zinc + Henna)
13. Les Mains de Mac (Barn Find + Engine Oil + La Punzonatura + Lab Rats + Tachometer)
14. In memoriam (H2O + Orthophosphates + Mission City + Corrosion + Origins)
15. Les Cobayes (Abduction + Memory + Time + Fireworks + Dispersal)